# Còpia certificada
Còpia certificada (títol original en francès: Copie conforme; en persa: رونوشت برابر اصل; Roonevesht barabare asl) és una pel·lícula dramàtica franco-italo-iraniana, dirigida i escrita per Abbas Kiarostami i estrenada el 2010. Ha estat en competició al Festival de Canes 2010 i ha suposat per Juliette Binoche el Premi d'interpretació femenina. La pel·lícula es va subtitular al català.

## Argument
Itàlia, Toscana. Un escriptor anglès (William Shimell), en una visita a la Toscana per promocionar el seu llibre nou, coneix la propietària d'una galeria d'art francesa que està farta del seu marit. Durant una excursió a Lucignano, ella decideix presentar l'escriptor com el seu marit.
Dirigint per primera vegada actors professionals, Kiarostami juga durant dos terços de la pel·lícula amb la incertesa d'una trama narrativa que comença com una broma, però evoluciona cap a un punt on es fa difícil distingir entre la realitat i la ficció.

## Repartiment
- Juliette Binoche: la galerista
- William Shimell: l'escriptor anglès
- Jean-Claude Carrière: l'home de la plaça
- Agathe Natanson: la dona de la plaça
- Gianna Giachetti: la mestressa del cafè
- Adrian Moore: el fill adolescent de la galerista
- Angelo Barbagallo: el traductor
- Andrea Laurenzi: el guia
- Filippo Trojano: el nuvi

## Al voltant de la pel·lícula[calcitació]
- El títol de l'obra presentada per l'autor anglès des del començament de la pel·lícula és Copie conforme, o sigui el títol de la pel·lícula.

## Premis[calcitació]
- 2010: Premi d'interpretació femenina al Festival de Canes per a Juliette Binoche.
- 2010: Premi de la joventut al Festival de Canes.